# CD Alcains
Der Clube Desportivo de Alcains ist ein portugiesischer Fußballverein aus dem im Distrikt Castelo Branco gelegenen Alcains.

## Geschichte und Hintergrund
CD Alcains wurde am 27. Juli 1977 gegründet und erreichte wenige Zeit später die Terceira Divisão. Zwischenzeitlich wieder abgestiegen etablierte sich der Klub nach dem Wiederaufstieg 1981 in der dritthöchsten Spielklasse. Dem erneuten Abstieg 1988 folgte der direkte Wiederaufstieg, ehe der Klub bei der Einführung der Segunda Divisão de Honra als neuer zweithöchster Spielklasse mit der Terceira Divisão in die Viertklassigkeit zurückgestuft wurde. 1994 kehrte der Klub mit dem Aufstieg in die Segunda Divisão B in die Drittklassigkeit zurück, wo die Mannschaft sich vier Spielzeiten halten konnte. Als Vizemeister hinter CD Fátima schaffte sie 2000 die Rückkehr in die dritte Liga, wo sie zwei Jahre später als Schlusslicht gemeinsam mit Grupo Desportivo Sourense, Beneditense CD und CD Arrifanense einen Abstiegsplatz belegte. Vor AD Portomosense gelang dem Klub als Staffelsieger der direkte Wiederaufstieg am Ende der Viertliga-Spielzeit 2002/03. Nach einer Spielzeiten in der dritten Liga zog sich der Klub 2004 vom Spielbetrieb zurück.
2005 beschloss CD Alcains die Wiederteilnahme am Spielbetrieb und trat im regionalen Ligabetrieb an. Nach zwei zwischenzeitlichen Aufstiegen erreichte die Mannschaft zur Spielzeit 2009/10 wieder die viertklassige Terceira Divisão, stieg aber direkt wieder ab. Nach einer Ligareform und der Schaffung des Campeonato de Portugal als neuer dritten Liga rückte der Klub als Teilnehmer der höchsten regionalen Spielklasse auf das vierte Spielniveau hoch. Im Anschluss setzte sich die Mannschaft schnell im vorderen Tabellendrittel fest und schaffte zur Spielzeit 2018/19 den Sprung in die Drittklassigkeit. Nach dem direkten Wiederabstieg folgte der Wiederaufstieg. Am Ende der Spielzeit 2020/21 wurde der Klub Opfer einer Ligareform, als er nur einen Abstiegsplatz belegte und gleichzeitig die Liga 3 als neue dritthöchste Spielklasse eingeführt wurde. Der Klub kehrte anschließend in die nun viertklassige Campeonato de Portugal zurück. Dem sofortigen Wiederabstieg folgte 2024 der erneute Aufstieg.
Der CD Alcains trägt seine Heimspiele im Campo de Jogos António Coelho Trigueiros Aragão aus. Das 1963 eröffnete Stadion bietet 1750 Zuschauern Platz.